# 闽赣省
闽赣省（1933年4月26日—1935年5月）是中华苏维埃共和国设立的一个省。闽赣省控制区域面积最大时约2万平方公里，人口100余万，所辖范围覆盖今建宁、黎川、泰宁、资溪、武夷山、宁化、清流、明溪、光泽、邵武、建阳、浦城、南丰、南城、金溪、广丰、广信、铅山、贵溪、将乐、沙县等21个县市区的全部或部分区域，人口和面积都占中央苏区的四分之一。

## 历史
1933年4月26日，中华苏维埃共和国临时中央政府人民委员会决定将闽北和信抚两块根据地从闽浙赣省划出，与中央苏区的建宁、黎川、泰宁3县组成直属中央苏区的闽赣省。红11军和闽北独立师从闽浙赣省军区划归闽赣省。红11军调中央苏区改编为红七军团，归中央红军建制。1933年5月10日，按照周恩来的提议，经中共中央批准，闽赣省革命委员会在中央苏区北部防线的战略要地黎川湖坊成立，正式建立以黎川为中心的中央苏区东北防线区域，下辖闽赣边区黎川、建宁、泰宁等21个苏区县，中共中央指派顾作霖任中共闽赣省委书记，萧劲光任闽赣省军区司令员兼政委；12月11日，闽赣省第一次工农兵代表大会在建宁召开，成立闽赣省苏维埃政府，邵式平任主席。
1935年5月上旬，闽赣省机关和军区第一团退至尤溪、永泰、德化、仙游交界的紫山；5月8日，闽赣省的领导人宋清泉、彭祜、徐江汉欺骗部队，将600余人分两批拉下山投靠国民党仙游民军司令部；11日，在仙游度尾被国民党军第九师缴械收押；省苏维埃政府主席杨道明等少数人突出重围，省委书记钟循仁去向不明。闽赣省的历史至此结束。

## 行政区划
1933年秋，闽赣省辖崇安、建阳、邵武、光泽、建宁、泰宁、东方、铅山、上铅、广丰、广浦、贵南、黎川、资溪、建东和金南等16县。在中央苏区第五次反围剿战争中，中共苏区中央局将宁化、清流、归化、泉上和彭湃等5县由福建省划归闽赣省管辖。1934年1月，在黎川、建宁、泰宁3县交界地带建立黎南县。此外，还曾辖有沙县、将乐、建松政、南丰和上广等县。